# Pontecagnano Faiano
Pontecagnano Faiano é uma comuna italiana da região da Campania, província de Salerno, com cerca de 22.638 habitantes. Estende-se por uma área de 36 km², tendo uma densidade populacional de 629 hab/km². Faz fronteira com Battipaglia, Bellizzi, Giffoni Valle Piana, Montecorvino Pugliano, Salerno.

## Demografia
| Variação demográfica do município entre 1861 e 2011                               |
|                                                                                   |
| Fonte: Istituto Nazionale di Statistica (ISTAT) - Elaboração gráfica da Wikipedia |